# Đulići (gmina Teslić)
Đulići (cyr. Ђулићи) – wieś w Bośni i Hercegowinie, w Republice Serbskiej, w gminie Teslić. W 2013 roku liczyła 2086 mieszkańców.